# Süddeutsche Zeitung Magazin
Das Süddeutsche Zeitung Magazin (kurz: SZ-Magazin) ist die vierfarbige Beilage, ein sogenanntes Supplement, in der Freitagsausgabe der Süddeutschen Zeitung (SZ) und damit eines der größten Magazine Deutschlands neben dem Zeit-Magazin.

## Geschichte
Das Magazin wurde 1990 unter der Chefredaktion von Andreas Lebert gegründet. Seit Sommer 1996 leiteten es Christian Kämmerling (* 1954) und Ulf Poschardt (* 1967). 1999 wurde bekannt, dass Tom Kummer, freier Korrespondent in Los Angeles, Interviews mit Filmstars wie Sharon Stone, Kim Basinger, Brad Pitt und Courtney Love frei erfunden hatte. Als sich herausstellte, dass Poschardt und Kämmerling gefälschte Interviews publiziert hatten, konnte sie die SZ nicht mehr weiterbeschäftigen. Ab 2000 verantworteten Dominik Wichmann und Jan Weiler gemeinsam die Redaktion. Seit 2004 war Dominik Wichmann alleiniger Chefredakteur. Wichmann wechselte zum 1. Juni 2011 als stellvertretender Chefredakteur zum Stern. Nachdem das SZ-Magazin während einer Übergangszeit von Jan Heidtmann kommissarisch geführt wurde, übernahm am 1. Juli 2011 Timm Klotzek die Chefredaktion. Seit 2013 ist Michael Ebert ebenfalls Chefredakteur an der Seite von Timm Klotzek.
Im Dezember 2018 gab das SZ-Magazin bekannt, manipulierte Beiträge von Claas Relotius von der Website entfernt zu haben.

## Bekannte Autoren
Zu den bekanntesten Autoren und Kolumnisten gehören Axel Hacke, der Moralkolumnist Rainer Erlinger sowie die Journalistin und Buchautorin Meike Winnemuth. Frühere Kolumnisten waren unter anderem Hajo Schumacher, Kurt Kister, Willi Winkler, Christian Ulmen, Georg Diez, Rebecca Casati und Donna Leon.

## Fotorubriken
Die Rubrik Gemischtes Doppel bebildert von Lesern eingesandte Spoonerismen. Sie wurde 2003 von Christian Gottwalt erfunden. Die Rubrik Sagen Sie jetzt nichts – Das Interview ohne Worte besteht aus verschiedenen Fotoporträts von Politikern oder Prominenten, mit denen Fragen gestisch beantwortet werden. Der Titel spielt auf den Loriot-Sketch Die Nudel an. Für Aufsehen sorgten unter anderem ein Foto des SPD-Kanzlerkandidaten Peer Steinbrück 2013 mit einem Stinkefinger sowie ein Foto des SPD-Kanzlerkandidaten Olaf Scholz 2021 mit einer Merkel-Raute.

## Sonderausgaben

### Edition 46
Die Edition 46 des Süddeutsche Zeitung Magazins existiert seit 18 Jahren und ist eine Kunstedition des Heftes. Einmal jährlich wird die Gestaltung einer kompletten Ausgabe an einen zeitgenössischen Künstler übertragen. Den Anfang machte Anselm Kiefer 1990, gefolgt von Jeff Koons, Jenny Holzer, Sigmar Polke und Matthew Barney. Da es sich dabei um die Ausgabe der Kalenderwoche 46 handelt, trägt dieses Heft seit 1990 den Titel Edition 46. Eine öffentliche Ausstellung und umfangreiche Berichterstattung in verlagseigenen gedruckten und elektronischen Medien ergänzt diese Publikation. Bei den gastierenden Künstlern handelt es sich um internationale Protagonisten der zeitgenössischen Kunstszene. Die letzte Ausgabe im Jahr 2012 stellt dabei eine Besonderheit dar. Anders als bisher widmet sich die Ausgabe nicht einem Künstler, sondern stellt Filme von 17 internationalen Künstlerinnen und Künstlern der Videokunst vor. Parallel zu der Print-Ausgabe ließen sich die Filme über die SZ-Magazin-App und Internet in bewegtem Bild und Tönen aufrufen.

### Stil Leben
Die Upscale-Ausgabe „Stil Leben“ ist die erste Line-Extension des Süddeutsche Zeitung Magazins und liegt zweimal im Jahr der Gesamtauflage der Süddeutschen Zeitung bei. Stil Leben ist ein eigenständiger Ableger des SZ-Magazins mit monothematischen Inhalten. Seit April 2013 erscheint im Frühjahr jeweils eine Ausgabe mit dem Schwerpunkt „Uhren und Schmuck“, im Herbst eine mit dem Schwerpunkt „Luxus“. Gedruckt auf hochwertigerem Papier in einem etwas größeren Format, hebt sich Stil Leben optisch von dem wöchentlich erscheinenden SZ-Magazin ab.

## Auszeichnungen

### 2016
- LEAD Awards
  - Gold in der Kategorie „Leadmagazin des Jahres“
  - Gold in der Kategorie „Architektur- und Still-Life-Fotografie des Jahres“ für „Auf engstem Raum“ von Rudolf Klaffenböck (SZ Magazin 02/2016)
  - Gold in der Kategorie „Cover des Jahres“ für „Ordnung muss sein“ (SZ Magazin 39/2015)
  - Bronze in der Kategorie „Beitrag des Jahres“ für „Der NSU-Prozess. Das Protokoll des dritten Jahres“ (SZ Magazin 01/2016)
  - Gold in der Kategorie „Illustration des Jahres“ für „Hang zum Malen“ von Heinz Vielkind (SZ Magazin 04/2016)
- Theodor-Wolff-Preis Tobias Haberl für „Reihe 7 Platz 88“ (SZ Magazin 19/2015)
- ADC
  - Bronze für „Jahrgang 2015“ (SZ Magazin 53/2015)
  - Bronze für „Der NSU-Prozess. Das Protokoll des zweiten Jahres“ (SZ Magazin 01/2015)
  - Bronze für „Cover“ (SZ Magazin 34/2015) Bronze für „Tansania Albinos“ (SZ Magazin 14/2015)
- Hansel Mieth Preis Tobias Haberl und Daniel Delang für „Reihe 7, Platz 88“ (SZ Magazin 19/2015)
- Alternativer Medienpreis 2016, Kategorie Print, 2. Preis Lena Niethammer für „Schlechtes Versteck“ (SZ Magazin 04/2016)
- ERM-Medienpreis Björn Stephan für „Die Kindergräber“ (SZ Magazin 09/2016)
- German Paralympic Media Award Christoph Cadenbach „Die Mannschaft“ (SZ Magazin 30/2015)
- N-Ost Reportagepreis Christoph Cadenbach für „Guter Stiel“ (SZ Magazin 43/2015)
- Discover Amazing Stories ITB Award (Thailand) Lars Reichardt für „Schärfer, bitte!“
- Hans Strothoff-Journalistenpreis Lorenz Wagner mit „Wie im Zoo“ (SZ Magazin 04/2016)
- Deutsch-Französischer Journalistenpreis (DFJP) 2016, Kategorie Nachwuchspreis Laetitia Grevers (in Zusammenarbeit mit Gabriela Herpell, Alex Rühle und Lorenz Wagner) für „Wir klingen alle so, als müsste uns irgendwer erlösen“ (SZ Magazin 17/2015)

### 2015
- LEAD Awards
  - Bronze in der Kategorie „Porträtfotografie des Jahres“ für „Das Zerquetschen von Eiern“ von Txema Salvans (SZ Magazin 41/2014)
  - Bronze in der Kategorie „Beitrag des Jahres“ für „Der NSU-Prozess. Das Protokoll des zweiten Jahres“ (SZ Magazin 01/2015)
  - Silber in der Kategorie „Cover des Jahres“ für „01705073231“ (SZ Magazin 13/2015)
- Hansel Mieth Preis 2015 Andy Kania und Patrick Bauer für „Nass und Gewalt“ aus dem SZ-Magazin Nr. 37/2015
- 2. Preis des Dr.-Georg-Schreiber-Medienpreis der AOK Lara Fritzsche für „Unguter Hoffnung“ aus dem SZ-Magazin Nr. 05/2014
- Medienpreis "Prävention in der Schwangerschaft" Lara Fritzsche für „Unguter Hoffnung“ aus dem SZ-Magazin Nr. 05/2014
- DDV-Preis für Wirtschaftsjournalisten 2015 in der Kategorie Print (Magazin) Lorenz Wagner und Alexander Hagelüken für „Freut euch nicht zu früh“ aus dem SZ-Magazin Nr. 12/2014
- Theodor-Wolff-Preis 2015 Roland Schulz für „Die Polizei, dein Freund und Vater“ aus dem SZ-Magazin Nr. 06/2014
- D&AD Awards – Design & Artdirection Graphite Pencil for Outstanding Creative Excellence in der Kategorie Magazine & Newspaper Front Covers für alle Cover des SZ-Magazins im Jahr 2014
- ADC – Art Directors Club Deutschland Silber für „Die nackte Wahrheit“ in der Kategorie Cover/Titel, aus dem SZ-Magazin Nr. 49/2014 Auszeichnung für „Höher-schneller-weiter“ in der Kategorie Cover/Titel, aus dem SZ-Magazin Nr. 13/2014

### 2014
- Richard-von-Weizsäcker-Journalistenpreis 2014 Thema: „Bis dass der Tod uns scheidet“ Erster Preis für „Luna & Pascal“ von Christoph Cadenbach aus dem SZ-Magazin 19/2013
- LEAD Awards
  - Gold in der Kategorie „Leadmagazin des Jahres“
  - Gold in der Kategorie „Cover des Jahres“ für „Pannen-Peer, Problem-Peer, Peerlusconi“ (Nr. 37/2013)
  - Gold in der Kategorie „Beitrag des Jahres“ für „Der NSU-Prozess. Das Protokoll des ersten Jahres“ (Nr. 01/2014)
  - Silber in der Kategorie „Visual Leader des Jahres“ für Thomas Kartsolis (Grafik Design und Art Direktion)
  - Silber in der Kategorie „Reportagefotografie des Jahres“ für Moises Samans Fotostrecke zum Beitrag „Im Reich des Todes“ (Nr. 29/2013)
  - Bronze in der Kategorie „Illustration des Jahres“ für „Landscape“ von David Shrigley (Nr. 46/2013)
- Georg-von-Holtzbrinck-Preis für Wirtschaftspublizistik „Einsame Spitze“ von Lorenz Wagner, Sieger in der Kategorie Print (SZM 33/2013)
- Deutscher Reporterpreis „Es gab zu viel Verwunderung“ (SZM Nr. 14/2014) und „Niklas Frank“ (SZM Nr. 11/2014) von Sven Michaelsen für das „Beste Interview“.
- Eberhard-Woll-Preis 2014 des Regensburger PresseClubs „Wege der Hoffnung“ von Andreas Wenderoth aus dem SZ-Magazin Nr. 31/2012
- Henri-Nannen-Preis 2014 Kategorie Foto-Reportage: Moises Saman mit „Im Reich des Todes“ aus dem SZ-Magazin Nr. 29/2013
- ADC – Art Directors Club Deutschland
  - Silber für „Pannen Peer“ in der Kategorie Cover/Titel, aus dem SZ-Magazin Nr. 37/2013
  - Bronze für „Das Tier in mir“ in der Kategorie Beitrag, aus dem SZ-Magazin Nr. 40/2013
  - Bronze für „Das trifft sich gut“ in der Kategorie Beitrag, aus dem SZ-Magazin Nr. 4/2014
  - Bronze für „Im Reich des Todes“ in der Kategorie Beitrag, aus dem SZ-Magazin Nr. 29/2013
- Medienpreis Mittelstand 2014 Kategorie Nachwuchs: Lara Fritzsche mit „Schritt für Schritt“ aus dem SZ-Magazin Nr. 30/2013

### 2013
- Columbus Reisejournalismuspreis 2012 Carmen Stephan mit „Adeus Amor“ aus dem SZ-Magazin Nr. 6/2012
- Cor Preis – Wohnen und Design Max Fellmann und Till Krause mit „Echt alt! Echt?“ aus dem SZ-Magazin Nr. 39/2012
- BVKJ-Medienpreis Andreas Wenderoth mit „Wege der Hoffnung“, aus dem SZ-Magazin Nr. 31/2012
- Hansel-Mieth-Preis Michael Obert und Jan Grarup mit „Der Bürgermeister der Hölle“, aus dem SZ-Magazin Nr. 16/2012 Tobias Haberl und Jonas Unger mit „Der Unfassbare“, aus dem SZ-Magazin Nr. 44/2012
- Dr.-Georg-Schreiber-Medienpreis 1. Platz in der Kategorie Print: Hannes Grassegger, „Omas kleine schlimme Helfer“
- ADC – Art Directors Club Deutschland
  - Gold und Silber in den Kategorien Editorial/Ausgabe und Cover/Titel, aus dem SZ-Magazin Nr. 49/2012,
  - Silber für „Wer zu Lebzeit gut auf Erden“, aus dem SZ-Magazin Nr. 27/2012
  - Silber für „Die Rettung naht“, aus dem SZ-Magazin Nr. 27/2012
  - Bronze mit dem Titel/Cover „Und jetzt ausatmen“ aus dem SZ-Magazin Nr. 26/2012
  - Bronze für das Cocktailbuch in der Kategorie Buch

### 2012
- Art Director’s Club 2012 (ADC)
  - ADC: Gold in der Kat. Editorial Print Ausgabe
  - Bilder aus Japan vom 11. März 2011 bis zum Erdbeben um 14:46 Uhr. Ein ganzes Heft in Bildern. #12/2011
- ADC: Silber in der Kat. Editorial Print Ausgabe
  - Wie hat 2011 Sie verändert? Was haben Sie 2011 verändert? #52/2011
- ADC: Bronze in der Kat. Editorial Print Einzelleistung
  - „Der unsichtbare Dritte“, 2011
  - „Zettels Traum“, 2011
- Lead Award 2012: Leadmagazin des Jahres Silber, SZ-Magazin, Magazin Verlagsgesellschaft Süddeutsche Zeitung
- Lead Award 2012: Beitrag des Jahres Gold
  - SZ-Magazin Nr. 12, „Der Morgen davor / Japan, wie es nicht mehr sein wird“
- 12. EMMA Journalistinnenpreis
  - 2. Preis: Kerstin Greiner mit „Die Ausputzerin“ #27/2010
- Deutscher Reporterpreis 2012
  - Bester freier Reporter: Michael Oberts „Bürgermeister der Hölle“, #16/2012. Grand Prix: Alexander Gorkow (Text) und Andreas Mühe (Fotografie) „USA, 20.56 Uhr“, #27/2012.
- Deutscher Journalisten Preis Gewinner 2012 in der Kategorie Bank und Versicherung
  - Lars Reichardt „Der böse Geist des Bankenviertels“, #4/2012.
- Publizistikpreis Senioren: Karoline Amon und Andreas Bernard „Liebeskummer“, #49/2011.
- Econsense Journalistenpreis 2012
  - Sonderpreis: Max Fellmann und Till Krause „Es geht um die Wurst“, #29/2011.
- Dr.-Georg-Schreiber-Medienpreis 2012
  - 1. Platz: Max Fellmann und Till Krause „Es geht um die Wurst“, #29/2011.
  - 3. Platz: Bastian Obermayer „Zwischen Himmel und Hölle“, #38/2011.
- Hansel-Mieth-Preis 2012
  - Auszeichnung: Michael Obert und Moises Saman „Das Blut der Revolution“, #22/2011.

### 2011
- Acatech PUNKT: Preis für Technikjournalismus und Technikfotografie
  - Kategorie Fotoserie: Rafael Krötz (Fotograf), Till Krause (Produktion) „Zettels Traum“, #09/2011.
- Kindernothilfepreis 2011
  - 2. Platz: Bastian Obermayer und Rainer Stadler „Mauern ohne Ende“, #25/2010.
- Deutscher Journalistenpreis 2011
  - Kategorie Bildung und Arbeit: Kerstin Greiner „Die Ausputzerin“, #27/2010.
- n-ost Reportagepreis 2011
  - 2. Platz: Wolfgang Luef „Verbaute Zukunft“, #47/2010.
- COR-Preis Wohnen und Design
  - Thomas Bärnthaler „Versetzung gefährdet“, #14/2010.
- Dietrich-Oppenberg-Medienpreis der Stiftung Lesen
  - Andreas Bernard und Lars Reichardt „Zwei Nasen tanken Tolstoi“, #44/2010.
- Art Director’s Club 2011
  - Kategorie „Editorial – Print/Ausgabe“:
  - Auszeichnung für „Solange sie noch leben“, #16/2010.
  - Auszeichnung für „Edition 46 – Menschen. Ein Bilderzyklus von Hans-Peter Feldmann“, #46/2010.
  - Kategorie „Editorial – Print/Einzelleistung“:
  - Bronze für „Schloss mit lustig“, #02/2010.
  - Bronze für „Sieben auf einem Strich“, #01/2010.
  - Bronze für „Nur ankommen ist schöner“, #39/2010.
  - Auszeichnung für „Kunstschuss“, #41/2010.
  - Auszeichnung für „80 Jahre Helmut Kohl“, #10/2010.
  - Auszeichnung für „Da fällt mir Einstein vom Herzen“, #49/2010.
  - Auszeichnung für „Alle zusammen und jeder für sich“, #21/2010.

### 2010
- Henri-Nannen-Preis: „Die Weihnachtspost der deutschen Soldaten in Afghanistan“, Marc Baumann, Mauritius Much, Martin Langeder, Bastian Obermayer, Heft 52, 2009.
- LeadAward: Silber in der Kategorie „Beitrag des Jahres“: „Die Weihnachtspost der deutschen Soldaten in Afghanistan“, Heft 52, 2009.

### 2009
- Theodor-Wolff-Preis: Kategorie Allgemeines: Bastian Obermayer, „Bis zum letzten Schlag“, #52/2008
- LeadAward
  - Bronze in der Kategorie „Feature des Jahres“, „Die erste Reihe“, #27/2008
  - Gold in der Kategorie „Mood- und Modefotografie“, „Rock-a-bellas“ von Steven Meisel, #13/2008

### 2008
- Medienpreis des Bundesforums Familie für den journalistischen Nachwuchs: Karin Prummer und Dominik Stawski, „Mädchen sind willkommen (Jungs nicht)“, #31/2008.
- CNN Journalist Award: Sparte Print: Alexandros Stefanidis, „Jenseits von Amerika“, #28/2007, 1. Platz.
- Deutscher Journalisten-Preis: Kategorie Bildung und Arbeit: Bastian Obermayer, „Einer von uns“, #49/2007, 1. Platz.
- Emma-Journalistinnen-Preis: Susanne Schneider, „Hurra, ich lebe noch!“, #51/2006, Sonderpreis.
- Unionhilfswerk-Stiftung: Kategorie Print: Alexandros Stefanidis, „Ein Leben nach dem Tod“, #17/2007, 2. Platz.
- Medienpreis „Kinderrechte in der Einen Welt“: Kategorie Print: Susanne Schneider, „Verloren und verdammt“, #50/2007.
- Dr.-Georg-Schreiber-Medienpreis:
  - Bastian Obermayer, „Einer von uns“, #49/2007, 1. Platz.
  - Alexandros Stefanidis, „Ein Leben nach dem Tod“, #17/2007, 3. Platz.
- Theodor-Wolff-Preis: Kategorie Allgemeines: Thomas Kistner, „Spritzensport Fußball“, #50/2007.
- Ludwig-Erhard-Förderpreis für Wirtschaftspublizistik: Bastian Obermayer, „Einer von uns“, #49/2007.
- Art Director’s Club:
  - Silber in der Kategorie „Zeitschriftenbeiträge“ für „Stil Leben – Straßenkunst“, #9/2007.
  - Bronze in der Kategorie „Zeitschriftenbeiträge“ für „Das Beste aus meinem Leben“.
  - Bronze in der Kategorie „Zeitschriftenbeiträge“ für „Unsere neue Redaktion“, #47/2007.
- LeadAward:
  - Gold in der Kategorie „Beitrag des Jahres“ für das Alten-Heft „Die Wahrheit über das Altern“, #47/2007.
  - Silber in der Kategorie „Illustrationsbeitrag des Jahres“ für „Wo ist Bin Laden?“, #29/2007.
  - Bronze in der Kategorie „Cover des Jahres“ für „Franz Müntefering – Der Einzelgänger“, #15/2007.
  - Bronze in der Kategorie „Architektur- und Still-Life-Fotografie des Jahres“ gemeinsam mit Fotograf Michael Wesely für „Wie die Zeit vergeht“, #17/2007.

### 2007
- Ravensburger Medienpreis: Nina Poelchau, „Familie mal andersrum“, #23/2007, 3. Platz.
- Deutscher Sozialpreis: Andreas Bernard, Jonathan Fischer, Kerstin Greiner, Meredith Haaf und Johannes Waechter, „Gefahrenzone“, #39/2006.
- Dietrich-Oppenberg-Medienpreis: Tobias Kniebe, „Heilige Schrift“, #49/2006, 3. Platz.
- Katholischer Medienpreis: Kategorie Print-Medien: Bastian Obermayer, „Vom Aussterben bedroht“, #44/2006.
- PSD Journalistenpreis: Kategorie Print: Nina Poelchau: „Familie mal andersrum“, #23/2007, 2. Platz
- Theodor-Wolff-Preis: Kategorie Allgemeines: Sebastian Glubrecht, „Bis dass der Tod euch scheidet“, #31/2006.
- Art Director’s Club: ADC-Magazin des Jahres 2007
  - Gold in der Kategorie „Zeitschriftenbeiträge“ für „Generalverdacht“, #37/2006.
  - Silber in der Kategorie „Zeitschriftenbeiträge“ für „Hier liegt ein Dorf begraben“, #22/2006.
  - Bronze in der Kategorie „Zeitschriftenbeiträge“ für „Hurra, ich lebe noch!“, #51/2006.
  - Silber in der Kategorie „Zeitschriftengestaltung“ für „Interview Rudi Carrell“, #11/2006.
  - Bronze in der Kategorie „Zeitschriftentitel“ für „Vom Aussterben bedroht“, #44/2006.
  - Bronze in der Kategorie „Zeitschriftentitel“ für „100 Fragen an Mariah Carey“, #03/2006.
- LeadAward:
  - Gold in der Kategorie „Lead Magazin des Jahres“.
  - Gold in der Kategorie „Visual Leader des Jahres“ für Mirko Borsche, Art Director SZ-Magazin.
  - Gold in der Kategorie „Cover des Jahres“ für „Rudi Carrell“, #11/2006.
  - Gold in der Kategorie „Architektur- und Still-Life-Fotografie des Jahres“ für „Scheibenkleister“ von Volker Steger für SZ-Magazin, #35/2006.

### 2006
- Journalist des Jahres: Kategorie Newcomer: Alexandros Stefanidis, verliehen vom MediumMagazin, 3. Platz.
- Dr.-Georg-Schreiber-Medienpreis: Susanne Schneider, „Hurra, ich lebe noch“, #51/2006, Sonderpreis.
- Vattenfall Journalistenpreis: Sebastian Glubrecht, „Bis dass der Tod euch scheidet“, #31/2006, Sonderpreis.
- Magazinjournalist des Jahres: „Goldener Prometheus“ an Chefredakteur Dominik Wichmann, für die blattmacherische Schöpfung der Rubrik „Sagen Sie jetzt nichts“, verliehen vom Medienfachmagazin V. i. S. d. P.
- LeadAward:
  - Gold in der Kategorie „Beitrag des Jahres“ für „Zwillinge“, #51/2005.
  - Gold in der Kategorie „Architektur- und Still-Life-Fotografie“ für „Der Mode-Zoo“ von Paul Graves und Bela Borsodi, #8/2005.
  - Silber in der Kategorie „Lead-Magazin des Jahres 2005“.
  - Silber in der Kategorie „Foto des Jahres“ für „Angela Merkel: Augenblick der Ruhe“ von Thorge Huter, #47/2005.
- Henri-Nannen-Preis: „Unsere Besten“ von Kurt Kister. Kolumne 2005, herausragende humorvolle Berichterstattung.
- Dr.-Georg-Schreiber-Medienpreis: Holger Gertz, „Jeder Fünfte ist Impotent“, #9/2003, 1. Platz.
- Deutsch-Französischer Journalistenpreis: Frankreich Special „In Nachbars Gärten“, #19/2003, 1. Platz.
- Emma-Journalistinnen-Preis: Nina Poelchau, „Pech und Schwefel“, #1/2003, 2. Platz.
  - Männer-Sonderpreis:
    - Kai Strittmatter, „Die letzten Lotusblüten“, #2/2003, 1. Platz geteilt,
    - Roland Bäuerle, „Tod ist kein Beweis“, #27/2002, 1. Platz geteilt.

### 2004
- Andere-Zeiten-Journalistenpreis: Kerstin Greiner, Bastian Obermayer, Nicole Hille-Priebe, „Mensch in Sicht“, #50/2003, 1. Platz.
- Bayerischer Printmedienpreis: lobende Erwähnung für die verlegerischen, gestalterischen und technischen Leistungen im Bereich Zeitung, Zeitschrift und Druck für das Projekt Haus der Gegenwart.
- Katholischer Medienpreis: Ariel Hauptmeier, „Wir müssen draußen bleiben“, #18/2004, 1. Platz.

### Weitere
- Medienpreis „Entwicklungspolitik“
  - Ariel Hauptmeier, „Wir müssen draußen bleiben“, #18/2004.

- Medienpreis „Kinderrechte in der Einen Welt“ der Kindernothilfestiftung
  - Philipp Oehmke, „Entziehungsberechtigter“, #33/2004.

- Ravensburger Medienpreis
  - Julia Decker und Kerstin Greiner, „Freitag der Dreizehnjährigen“, #33/2004, Sonderpreis Serie.

Quelle:

## Bücher mit Kolumnen
- Tobias Haberl, Alexandros Stefanidis, Dominik Wichmann: Sagen Sie jetzt nichts. Süddeutsche Zeitung, 2010, ISBN 978-3-86615-807-8.
- Gemischtes Doppel, Süddeutsche Zeitung, 2013, ISBN 978-3-86497-144-0.